# Leo Scheffczyk
Leo Scheffczyk (ur. 21 lutego 1920 w Bytomiu, zm. 8 grudnia 2005 w Monachium) – niemiecki duchowny katolicki, teolog i mariolog, kardynał, wicerektor seminarium duchownego w Königstein im Taunus, profesor uniwersytetów w Tybindze i Monachium.

## Życiorys
Leo Scheffczyk urodził się 21 lutego 1920 roku w śląskim Beuthen (dziś Bytom), przemysłowym mieście, które po podziale Górnego Śląska w 1922 należało do Niemiec jako miasto przygraniczne. W Bytomiu Leo Scheffczyk ukończył szkołę podstawową oraz uczęszczał do katolickiego gimnazjum humanistycznego Hindenburg. Przez wiele lat był ministrantem w parafii św. Barbary, był też członkiem katolickiego stowarzyszenia Nowe Niemcy (Bund Neudeutschland). W 1937 roku, przed delegalizacją organizacji, Scheffczyk był kierownikiem całego regionu Górnego Śląska (Oberschlesiengau). W 1938 zdał maturę. W tym samym roku rozpoczyna studia na Wydziale Teologii Katolickiej Uniwersytetu Wrocławskiego. W 1941 musiał przerwać studia, gdy został powołany do wojska. Jako żołnierz służył w Niemczech, Francji i Norwegii, gdzie pół roku spędził w niewoli. Po wojnie nie mógł powrócić na Śląsk, przesiedlił się do Bawarii. Tam w Wyższej Szkole Filozoficzno-Teologicznej we Freisingu (Philosophisch-theologische Hochschule Freising) i na Uniwersytecie w Monachium dokończył studia. Razem z nim w tym czasie studiował we Freisingu Joseph Ratzinger, późniejszy papież. Święcenia kapłańskie otrzymał 29 czerwca 1947 w Monachium. Pracował jako duszpasterz w Grafing (1947-1948) i Traunwalchen (1948). W 1948 został powołany na stanowisko wicerektora (subregens) w seminarium duchownym w Königstein (Albertus-Magnus-Kolleg). W tym czasie rozpoczyna pisać pod kierunkiem prof. Seppelta doktorat z historii Kościoła o teologicznych pismach niemieckiego poety Friedricha Leopolda zu Stolberga (Friedrich Leopold zu Stolbergs, Geschichte der Religion Jesu Christi), który kończy w roku 1950. Po doktoracie z historii Kościoła zainteresowania Scheffczyka kierują się w stronę teologii dogmatycznej. W 1957 pod kierunkiem prof. Michaela Schmausa habilitował się w dziedzinie teologii na podstawie rozprawy Das Mariengeheimnis in Frömmigkeit und Lehre der Karolingerzeit. Był profesorem w Königstein oraz na uniwersytetach w Tybindze i Monachium. Otrzymał tytuł prałata honorowego Jego Świątobliwości (wrzesień 1978). Natomiast w dowód uznania jego dorobku naukowego ze strony państwa w 1980 został powołany w skład Bawarskiej Akademii Nauk oraz akademii papieskich – Papieskiej Międzynarodowej Akademii Maryjnej i Papieskiej Akademii Teologicznej w Rzymie. Po reorganizacji terytorialnej Kościoła w Niemczech w styczniu 1999 został inkardynowany do archidiecezji Monachium-Freising.
Jako zasłużony teolog został w lutym 2001 wyniesiony przez Jana Pawła II do godności kardynalskiej; otrzymał diakonię S. Francesco Saverio alla Garbatella. Ze względu na podeszły wiek (81 lat) został zwolniony z obowiązku przyjęcia sakry biskupiej, nie miał również nigdy prawa udziału w konklawe.